# Institut des Hautes Études des Communications Sociales
Het Institut des hautes études des communications sociales - École de journalisme de Bruxelles (IHECS) is een Franstalige instelling van Hoger Onderwijs Buiten de Universiteit van vrije, katholieke signatuur, in 1958 opgericht in Doornik. De instelling, uit studentennood genoodzaakt een meer centrale locatie te betrekken verhuist in 1983 naar Bergen bij de Katholieke Universiteit van Mons en in 1990 een tweede maal naar het centrum van Brussel. De instelling met zo'n 2.200 studenten is lid van de associatie Haute École Galilée en aangesloten bij de European Journalism Training Association.
Aan het IHECS worden opleidingen journalistiek, publieke relaties, publiciteit, animatie, mediatraining en evenementenbeheer aangeboden. Er worden zowel professionele bachelors als professionele masters aangeboden.
Tot het docentencorps behoort onder meer Melchior Wathelet, bekend beheerder was jarenlang Léon Velge. Bekende alumni zijn onder meer Sophie Wilmès, Michel Guilbert, Isabelle Moinnet-Joiret, Manu Bonmariage, Michel De Maegd, Jacques Mercier en Salvatore Adamo.
Haute École Francisco Ferrer · Haute École Galilée · Haute École Paul-Henri Spaak · Haute École Lucia de Brouckère · Haute École Libre de Bruxelles Ilya Prigogine · Haute École ICHEC - ECAM - ISFSC · Institut des Hautes Études des Communications Sociales (IHECS) · Haute École de Bruxelles (HEB) · École pratique des hautes études commerciales · Haute École Léonard de Vinci · Haute École de la Province de Liège (HEPL) · Haute École de la Ville de Liège · Haute École Libre Mosane (HELMo) · Haute École Charlemagne (HECh) · Haute École de Namur-Liège-Luxembourg · Haute École de la Province de Namur (Namur) · Haute École Albert Jacquard · Haute École en Hainaut · Haute École Louvain en Hainaut · Haute École provinciale de Hainaut Condorcet · Haute École Robert Shuman